# Anomobryum soquense
Anomobryum soquense là một loài Rêu trong họ Bryaceae. Loài này được (Paris) Broth. mô tả khoa học đầu tiên năm 1903.